# Thorsten Burkhardt
Thorsten Burkhardt (* 21. Mai 1981 in Bonn) ist ein deutscher Fußball-Mittelfeldspieler.

## Karriere
In der Jugend spielte Burkhardt bei kleinen Vereinen in Nordrhein-Westfalen. 1999 wechselte er in die zweite Mannschaft von Bayer 04 Leverkusen, für die er bis 2002 in der Oberliga und Regionalliga spielte.
In der Saison 2001/02 stand er zeitweise im Kader der ersten Mannschaft von Leverkusen, wurde aber nicht eingesetzt. Leverkusen erreichte in dieser Saison die Finals der Champions League und des DFB-Pokals und wurde deutscher Vizemeister. Offiziell wurde Burkhardt in der Saison 2001/02 somit Champions-League-Vizesieger, DFB-Pokal-Vizesieger und deutscher Vizemeister.
2002 wechselte er auf Leihbasis zu dem Zweitligisten SpVgg Greuther Fürth, ein Jahr später verpflichteten ihn die Fürther offiziell. In 76 Spielen für die Fürther erzielte er sechs Tore.
2005 wechselte er zum Zweitligisten Wacker Burghausen, mit dem er die nächsten zwei Jahre in der Zweiten Liga spielte und 2007 abstieg. Zur Saison 2007/08 wechselte er zurück zu Greuther Fürth. Am sechsten Spieltag war er gegen Aachen (2:0) übrigens der erste Zweitliga-Spieler der Saison, der bei einem Torschuss zweimal den Pfosten traf. Am 1. März 2009 feierte Thorsten Burkhardt ein Jubiläum. Er spielte sein 100. Pflichtspiel in Folge. Am 24. April 2009 spielte Thorsten Burkhardt sein insgesamt 200. Spiel in der 2. Bundesliga.
Am 2. Juni 2009 verpflichtete Alemannia Aachen den ablösefreien Burkhardt ab der Spielzeit 2009/10 für drei Jahre. Nach einer schweren Sprunggelenkverletzung im April 2010 mit Syndesmoseriss und anschließender Operation fehlte er die komplette Hinrunde der Saison 2010/11. Zur Spielzeit 2011/12 wechselte Thorsten Burkhardt zum Drittligisten SV Wehen Wiesbaden, kam jedoch auch dort verletzungsbedingt nur zu neun Ligaeinsätzen. Nachdem er in der Folgesaison für die Wiesbadener Reserve in der Hessenliga an den Start gegangen war, wechselte Burkhardt im Januar 2013 zu Wacker Burghausen, wo er die folgenden anderthalb Jahre verbrachte. Seit Juni 2016 spielt Thorsten Burkhardt für den oberbayrischen Kreisklassisten TV 1864 Altötting.